# クリーピーパスタ
クリーピーパスタ（英: Creepypasta）とは、インターネット上でコピー・アンド・ペーストを通じて流布している、恐怖を催させる説話や画像のことである。クリーピーパスタは多くの場合、インターネットユーザが作成したものであり、簡潔な内容で、閲覧者を怖がらせることを目的とした超常的な物語となっている。これらの物語には殺人や自殺、空想的な事件を題材とした陰惨な話が含まれる。タイム誌によれば、クリーピーパスタの閲覧者数が最も多かったのは、ニューヨーク・タイムズにクリーピーパスタが取り上げられた2010年のことであるという。
主流メディアでは、2014年のスレンダーマン刺傷事件の後、架空のキャラクターであるスレンダーマンに関係するクリーピーパスタが人々の注目を集めた。この事件は、ウィスコンシン州ウォキショーに住む12歳の少女が2人の友人から刺傷を負わされたというもので、犯人の2人はスレンダーマンへの捧げ物として友人を殺害しようとしていた。この殺人未遂事件の後、クリーピーパスタを扱うウェブサイトの管理者の中には、閲覧者に創作と現実の境界の存在を忘れないように促す声明を出した人もいる。
それ以外で著名なクリーピーパスタとして、『ジェフ・ザ・キラー』などが挙げられる。

## 歴史
クリーピーパスタの正確な起源は不明である。初期のクリーピーパスタは通常、匿名の作者によって制作され、日常的に転載されていたため、その歴史を解明することは困難である。ジェシカ・ロイ (英: Jessica Roy) はタイム誌で、クリーピーパスタは1990年代にインターネットコミュニティやUsenetグループでチェーンメールの内容が転載されたときに発生したと主張している。エイジャ・ロマーノ (英: Aja Romano) はThe Daily Dotで、『テッド・ザ・ケイヴァー』はほぼ間違いなく最初のクリーピーパスタの実例であると述べている。このクリーピーパスタは2001年にAngelfireというウェブサービスに投稿された。テッドという人物の視点で一人称で描写されており、テッドとその友人数名が洞窟を探検するが、その洞窟は徐々に恐ろしいものとなっていくという内容である。
多くの初期のクリーピーパスタには、儀式や個人にまつわる逸話、ポリビアスやバニーマンのような都市伝説が含まれる。ダーシー・ネーデル (英: Darcie Nadel) はTurboNewsで、これらの初期のクリーピーパスタには転載されやすくなるような真実味があったと主張している。多くの初期のクリーピーパスタは、画像掲示板4chanの/x/という超常現象を専門的に扱う掲示板で作成された。
主要なクリーピーパスタを扱うウェブサイトは2000年代後半から2010年代前半に発生した。Creepypasta.comは2008年に、Creepypasta Wikiとr/NoSleep (Redditのコミュニティ、つまりはsubreddit) は2010年に作成された。これらのウェブサイトはクリーピーパスタを永続的に記録収集したため、クリーピーパスタというジャンルに極めて大きな影響を与えた。多くの創作者がクリーピーパスタのキャラクターを自分の独自の物語に使用し始め、数多くの作品を包含する連続的な発展に繋がった。
時がたつにつれて、クリーピーパスタの定義は拡大していき、インターネットで書かれたホラー作品はほとんど全てクリーピーパスタに分類されるようになっている。次第に原作者が誰かということも重要になっていった。現在では多くのクリーピーパスタは匿名ではなく名前のある作者によって創作されている。これらの創作者の多くが自作のクリーピーパスタを通じて注目を勝ち取ろうと試みている。徐々にクリーピーパスタのコピー・アンド・ペーストは一般的ではなくなっている。現状では、このような行為はクリーピーパスタ・コミュニティのメンバーの多くが知的財産の盗用と見なす。

### 語源
クリーピーパスタ (英: Creepypasta) という単語は、「不気味」という意味の"creepy"と、"Copypasta"という単語のかばん語である。"copypasta"という単語はコピー・アンド・ペーストされて広まっていくテキストという意味であり、画像掲示板の4chanで2006年頃に作られた。

## クリーピーパスタの例

### スレンダーマン
スレンダーマンは痩せていて背が高い人型の生物であり、顔はのっぺらぼうである。トレードマークである黒いスーツを身につけている。このキャラクターはサムシング・オーフルというウェブサイトで2009年にAdobe Photoshopで画像を作る競争が行われたときに生まれた。後に、Marble Hornetsという作品で主要な敵キャラクターとして登場する。ほとんどの物語では、スレンダーマンは子供を標的にするとされる。2014年に発生したスレンダーマン刺傷事件により論争が発生した。

### ジェフ・ザ・キラー

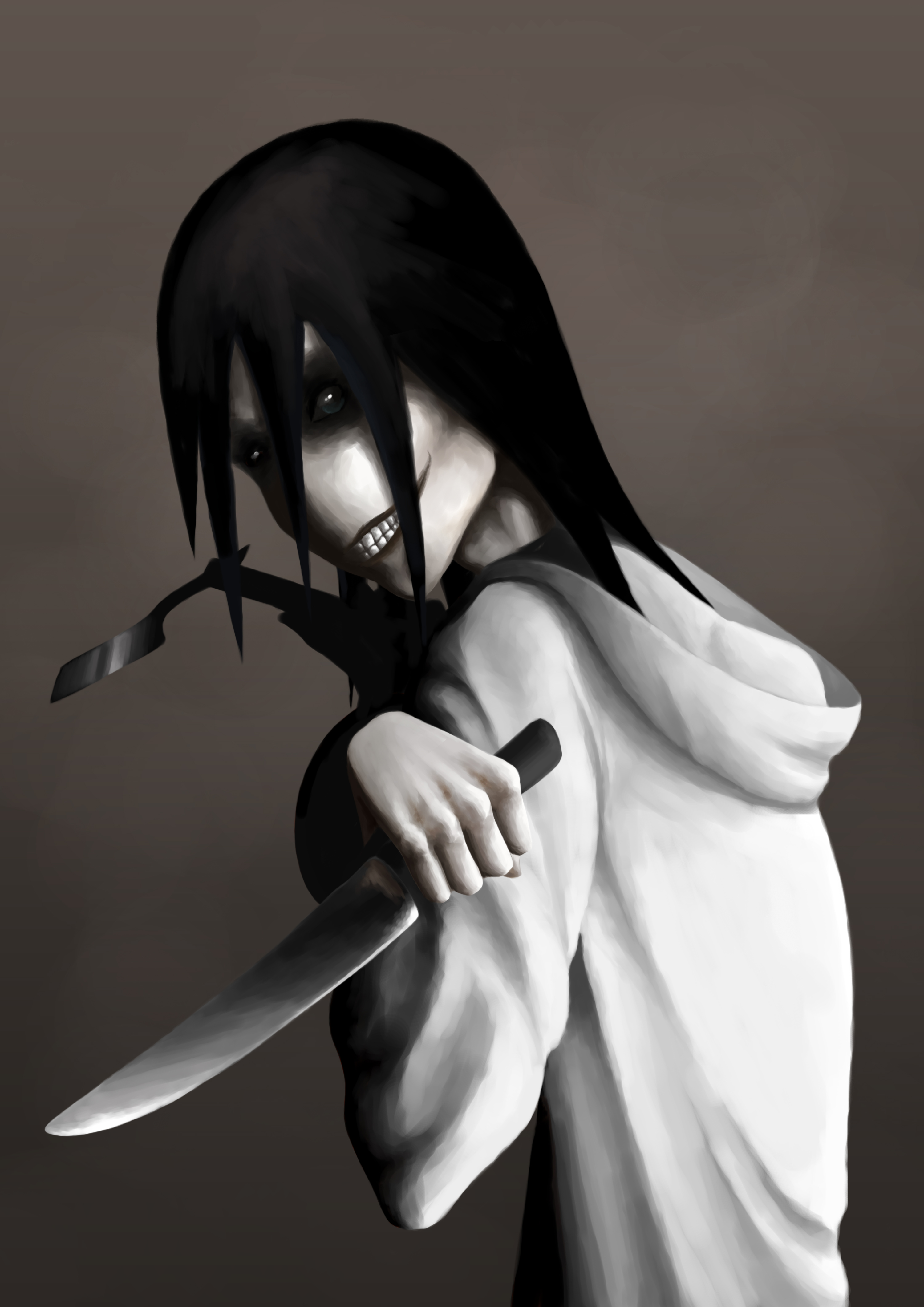
ジェフ・ザ・キラーの絵

『ジェフ・ザ・キラー』 (英: Jeff the Killer、直訳すると「殺人者ジェフ」) は題名と同名のキャラクターの画像を伴って語られる物語である。物語の中で、ジェフという名前の10代の少年が弟とともに友達の誕生日パーティに向かう途中、いじめっこの集団に襲われる。ジェフは自分の身と弟を守るためにいじめっ子の手や腕を骨折させて、通りに倒れたままの状態で置き去りにして立ち去る。その後、ジェフは自分が人を傷つけることを楽しむことに気付き、狂気に陥る。次の夜、ジェフは自分の顔を切り裂いて笑顔の形の傷を作り、二度と眠らないようにまぶたを切り落とす。その後、両親を殺害し、"go to sleep" (直訳すると「眠れ」) と囁きながら弟を殺害する。ジェフは連続殺人鬼となり、夜に家に忍び込んで"go to sleep"と囁きながら人を殺すようになる。
2013年に4chanの投稿者が、ジェフ・ザ・キラーの元の画像は、2008年の秋に自殺した少女の写真を大幅に加工したものであると主張した。

### テッド・ザ・ケイヴァー
『テッド・ザ・ケイヴァー』 (英: Ted the Caver、直訳すると「洞窟探検家テッド」) は、2001年前半にAngelfireというウェブサービスを利用したウェブサイトで掲載が開始された作品であり、テッドとその友人が地元の洞窟を探検したときの冒険を記録したという体の内容になっている。物語はブログの投稿という形式で展開される。主人公たちが洞窟の深くにまで進んでいくと、異様な象形文字を見つけたり、奇妙な風が吹いてきたりする。最後のブログの投稿では、テッドとその仲間が悪夢や幻覚を経験しており、後に銃を持って洞窟へ入るつもりであると書かれている。ブログはその投稿から更新されていない。
2013年に、この物語を翻案した自主制作映画Living Dark: the Story of Ted the Caver(邦題:ディセント ザ・ダークサイド)が公開された。

### ペンパル
『ペンパル』 (英: Penpal) はダタン・アウアーバック (英: Dathan Auerbach) によって制作された、6部で構成される小説である。元はRedditに投稿されたものであり、2012年に自費出版のペーパーバックにまとめられた。

### _9MOTHER9HORSE9EYES9
"9MOTHER9HORSE9EYES9"はRedditの社会ニュースウェブサイトに投稿されたSFホラー短編の著者のスクリーンネームである。2016年4月に投稿が始まり、作品はメディアの注目を集めた。

### テレビ番組を題材としたもの

#### キャンドル・コーヴ
『キャンドル・コーヴ』 (英: Candle Cove) はクリス・ストラウブ (英: Kris Straub) が創作したインターネットコミュニティのスレッドの形式をした物語である。そのスレッドでは1970年代に放送されたテレビシリーズを子供の頃に見た人たちが、うろ覚えながらその番組の思い出話にふけっている。投稿者たちはその番組に出る恐ろしい人形の記憶を共有しており、そのエピソードを視聴したために悪夢を見たという話をする。エピソードの中には、スキン・テイカー (英: Skin-Taker、直訳すると「皮取り」) と呼ばれる悪役が登場するものや、登場人物が会話をせず絶叫するだけのものがある。ある投稿者は母親にその番組について質問したが、母親は投稿者が子供の頃にテレビの砂嵐を30分間眺めていたと語る。
Syfyは2015年にこの話を元としたテレビドラマを制作すると告知しており、マックス・ランディスが翻案を担当した。そして、『チャンネル・ゼロ』の第1期として2016年10月11日に初めて放送された。

#### Suicidemouse.avi
Suicidemouse.avi (直訳すると「自殺ネズミ」) は2013年にYouTubeに投稿されたミッキーマウスが登場するアニメ作品で、長さは9分間である。ミッキーが通りを歩く様子が描かれる。映像が進むと、叫び声が響き、建物がいっそう荒廃し、ミッキーが嘲笑い始める。

#### デッド・バート (7g06)
『デッド・バート』 (英: Dead Bart、直訳すると「死んだバート」) はテレビアニメ『ザ・シンプソンズ』を題材としている。『ザ・シンプソンズ』には幻のエピソードがあるという内容で、そのエピソードは登場人物であるシンプソン一家が飛行機で旅行に行く場面から始まる。長男のバートはいつものようにいたずらをして飛行機の窓を割るが、これにより窓から吸い出されて転落死する。第1部の最後にバートの死体が非常に現実的に描写される。その後の第2部では、シンプソン一家が悲しみに暮れる様子がシュールに描写される。第3部が始まると、1年が経過したと表示される。残された家族は骨と皮だけになるほどにやせ衰え、テーブルに座ったままじっとする。本来いるはずのペットがいる様子はない。一家はバートの墓を訪れることに決める。『ザ・シンプソンズ』の舞台であるスプリングフィールドは完全に寂れており、一家が共同墓地の方へ歩んでいくにつれて家々は古びていく。一家が墓に辿り着くと、バートの死体が第1部の最後のように墓石の前に横たわっている。一家は泣き始め、泣き止むとバートの遺体をただ見つめる。カメラが父ホーマーの顔にズームする。摘要によれば、このときにホーマーが冗談を言うというが、物語の語り手には聞き取れない。

#### スクイッドワーズ・スーサイド(イカルドの自殺)
この物語はアニメ『スポンジ・ボブ』を題材としており、2005年にアニメーションについて学ぶ学生としてニコロデオン・スタジオにインターンに来た人物の視点で語られる。その学生と同僚たちは『スクイッドワーズ・スーサイド』 (英: Squidward’s Suicide、直訳すると「イカルドの自殺」) と題されたビデオテープを受け取った。彼らは最初、このビデオは会社にいる人のいたずらだろうと推測した。ビデオの内容は、『スポンジ・ボブ』の登場人物のイカルドが、侘しい様子でベッドに腰掛けているというものである。背景では心を乱す奇妙な雑音が流れ、その音が大きくなっていく。そのうちに、場面が切り替わって、子供の死体の写真が映し出される。その後に、またイカルドが映し出される。その顔は黒く影が差し、目が赤くなっている。最後にイカルドは銃で自殺するが、このときに自殺を命じる声が聞こえる。こうして映像は終わる。学生たちは、この映像は会社で働く誰かが作ったものだろうと推測する。しかし、タイムスタンプから、その映像は自分たちが視聴を始める直前に作成されたものと判明する。
『スポンジ・ボブ』シーズン12のエピソードの一つ「テキトーランドのスポンジ・ボブ」では、この物語のパロディが含まれている。

### テレビゲームを題材としたもの

#### ベン・ドラウンド
『ベン・ドラウンド』 (英: Ben Drowned、直訳すると「ベンは溺れた」) はインターネットユーザのアレックス・ホール (英: Alex Hall、またの名を"Jadusable") によって制作された。内容は、マット (英: Matt) という名前の大学生がヤードセール (庭で中古品を販売すること) で老人からテレビゲーム『ゼルダの伝説 ムジュラの仮面』の中古のカセットを購入するというものである。マットはこのカセットにベンという名前の溺死した少年の幽霊が憑依していることに気が付く。マットはゲーム中の当惑させるバグや恐ろしいメッセージに悩まされる。影響を受けた人物たちによって、この物語を再現したゲーム動画がyoutubeなどにアップロードなどの拡散がなされ、流行を受けた世代の共通認識、トラウマとなった。心理的な影響が作品などに与えた影響についての学術論文なども制作された。BBCでは、ベン・ドラウンドをクリーピーパスタの代表的な作品としている。

#### ラベンダータウン・シンドローム
この都市伝説では、1996年にテレビゲーム『ポケットモンスター 赤・緑』が発売された後、日本で10歳から15歳の子供が、首を吊る、高所から飛び降りる、手足を自ら切り落とすなどして大勢自殺する事件が起きたとされる。ゲーム中で訪れる架空の場所である「シオンタウン」 (英語版ではラベンダータウンという名称) で流れる不気味なBGMが自殺に関係しており、シオンタウンのBGMには大人には聞こえない高音の成分が含まれているため、子供はそのBGMの影響を受けやすいという。シオンタウンにはポケモンタワーという施設があり、そこにはポケモンの墓が数多く並ぶ。
この都市伝説は、1997年にアニメ版『ポケットモンスター』の「でんのうせんしポリゴン」という題名のエピソードを見た数百人の子供が光過敏性発作を起こしたという実際に起こった事件 (ポケモンショック) から着想を得たと推測されている。

#### ネス・ゴジラ・クリーピーパスタ
『ネス・ゴジラ・クリーピーパスタ』 (英: NES Godzilla Creepypasta) はインターネットユーザのCosbydafにより制作された。その内容は、ザック (英: Zach) という名前の人物がNintendo Entertainment System（アメリカ合衆国版ファミリーコンピュータ、通常ネス）のテレビゲームGodzilla: Monster of Monsters (1988年に発売された、ゴジラやモスラを操作するアクションゲーム) の異常なカセットを遊ぶというものである。ザックがゲームを進めると様々なバグが発生していく。当初はキャラクターのスプライトが歪む程度のバグだが、やがて本来ゲームに登場しないビオランテやチタノザウルスが登場。果てはスペースゴジラやオルガといったゲーム発売時点では構想すら存在していなかったキャラクターまでもが登場し、最終的に「レッド」 (英: Red) という名前の悪意ある超自然の存在が姿を現す。レッドの謎を解明していくと、ザックが想像していた以上にレッドと自分に繋がりがあることが判明する。
たくさんのスクリーンショットを用意するために、作者自身が数千のスプライトを作成している。この物語を元にしたファンゲームも開発されており、デモ版が2017年に公開されている。

#### Toonstruck 2
Toonstruck 2とは、Toonstruckというビデオゲームの続編を題材にした物語である。Toonstruckは続編が開発されていたが、第1作の商業的な失敗により発売されなかった。ちなみに、元のToonstruckはアニメータがTVを通じてアニメの世界に送り込まれるという内容である。
この物語では、主人公であるアドベンチャーゲームオタクのデイヴ (英: Dave) が、黒色のレインコートを着た不快な印象を与える男から貴重なToonstruck 2を購入し、それを遊び始める。すると、ゲームの雰囲気が徐々に不気味になり、デイヴの周辺の現実世界を変化させ始める。実は、Toonstruck 2は自分の上司を殺害した精神障害のアニメータのスケッチブックに描かれた絵を元にしており、ヴァージン・インタラクティブ (Toonstruckを発売した会社) の重役が殺人関連収集品のオークションで購入したものだった。続編が発売されなかった真の理由はその内容が余りにも衝撃的だったためである、という設定である。
現実のToonstruckは開発側の都合で未完結の状態で発売された。しかし、SVGのクリストファー・ゲイツ (英: Christopher Gates) は、それが却ってこのゲームのファンがゲームの空白を埋める動機になり、このようなクリーピーパスタを産む余地をもたらしたと評している。

#### Sonic.exe
Sonic.exeはインターネットユーザのJC-the-Hyenaにより創作された。この物語の主人公は10代の少年のトム (英: Tom) である。トムが1991年のコンピュータゲーム『ソニック・ザ・ヘッジホッグ』の改造されたROMで遊んだところ、そのROMは呪われており、超自然的な妄想に悩まされる。物語では、ゲームに施された改造の詳細が描写されており、残虐で不穏な内容になっている。

#### Petscop
PetscopはYouTubeで投稿されたシリーズ作品である。Petscopという発売されなかったPlayStationのゲームがあり、その実況プレイを投稿しているという前提で話が進む。ゲーム中では、プレーヤーキャラクターはパズルを解き、「ペット」と呼ばれる奇妙な生物を捕獲する必要がある。しかし、実況者がゲームに付属していたメモに書かれたコードを入力すると、ゲームの隠された場所である「ニューメーカー・プレーン」 (英: Newmaker Plane) に入ることができるようになる。パズルを続けるとゲームの雰囲気が劇的に変化していく。「ニューメーカー」という言葉は愛着療法の最中に殺害されたキャンディス・ニューメーカーを意味していると考えられる。
このシリーズ作品は2017年3月12日に初めて公開された。Kotakuのパトリシア・エルナンデス (英: Patricia Hernandez) はその精巧さを高く評価し、ザ・ニューヨーカーのアレックス・バロン (英: Alex Barron) はクリーピーパスタの王様と評している。

#### ポリビアス
都市伝説に、1981年に『ポリビアス』 (英: Polybius) というアーケードゲームを遊んだ人が悪夢などに悩まされ、自殺者が出たというものがある。